# عرامو
عرامو مصيف سوري جميل يقع بالقرب من مدينة اللاذقية الساحلية على البحر الأبيض المتوسط وعلى ارتفاع 865 متر عن سطح البحر. تتبع إدارياً لمنطقة الحفة. بلغ عدد سكان القرية 490 نسمة حسب تعداد عام 2004.